# 鲁日耶
鲁日耶（法語：Rougiers，法語發音：[ʁuʒje]）是法国普罗旺斯-阿尔卑斯-蓝色海岸大区瓦尔省的一个市镇，属于布里尼奥勒区。

## 地理
鲁日耶（43°23'33"N, 5°51'4"E）面积20.53 平方千米，位于法国普罗旺斯-阿尔卑斯-蓝色海岸大区瓦尔省，该省份为法国东南部沿海省份，北起上普罗旺斯阿尔卑斯省，西北角与沃克吕兹省接壤，西接罗讷河口省，南濒地中海，东临滨海阿尔卑斯省。
与鲁日耶接壤的市镇（或旧市镇、城区）包括：马佐格、楠斯莱潘、圣马克西曼-拉圣博姆、图尔沃。

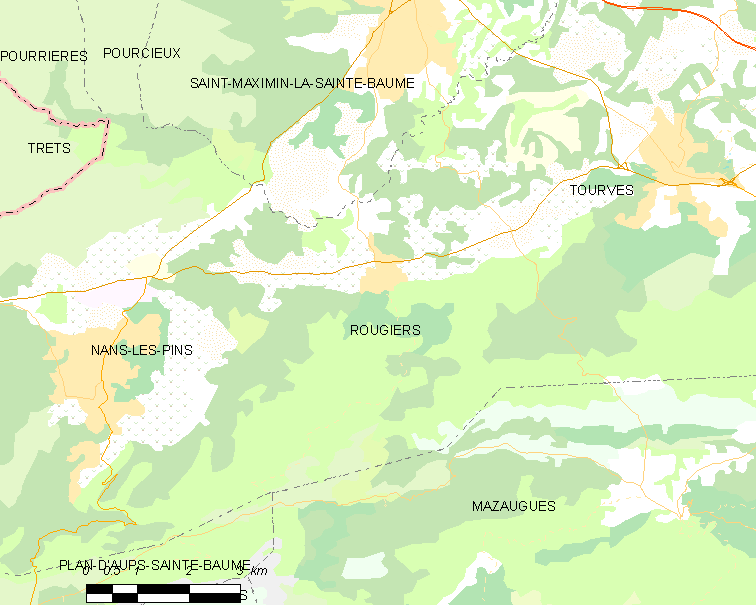
鲁日耶的OSM定位图

鲁日耶的时区为UTC+01:00、UTC+02:00（夏令时）。

## 行政
鲁日耶的邮政编码为83170，INSEE市镇编码为83110。

## 政治
鲁日耶所属的省级选区为布里尼奥勒县。

## 人口

1962-2008年间鲁日耶人口变化图示

鲁日耶于2022年1月1日时的人口数量为1700人。